# Euryarthrum egenum
Euryarthrum egenum là một loài bọ cánh cứng trong họ Cerambycidae.